# بکی ادواردز (بازیکن فوتبال)
بکی ادواردز (انگلیسی: Becky Edwards؛ زادهٔ ۲۲ مهٔ ۱۹۸۸) بازیکن فوتبال اهل ایالات متحده آمریکا است.
از باشگاه‌هایی که در آن بازی کرده‌است می‌توان به وسترن نیویورک فلش، باشگاه فوتبال هامارابی، باشگاه فوتبال پورتلند تورنز، باشگاه فوتبال اورلندو پراید، گلد پراید، و هیوستون دش اشاره کرد.
وی همچنین در تیم‌های ملی فوتبال United States women's national under-17 soccer team, United States women's national under-20 soccer team، و زیر ۲۳ سال زنان ایالات متحده آمریکا بازی کرده‌است.
وی در مسابقات کشوری و بین‌المللی در مجموع برندهٔ ۱ مدال نقره شده‌است.